# العلاقات الساموية الليختنشتانية
العلاقات الساموية الليختنشتانية هي العلاقات الثنائية التي تجمع بين ساموا وليختنشتاين.

## مقارنة بين البلدين
هذه مقارنة عامة ومرجعية للدولتين:
| وجه المقارنة                                              | ساموا                        | ليختنشتاين                                 |
| --------------------------------------------------------- | ---------------------------- | ------------------------------------------ |
| المساحة (كم2)                                             | 2.84 ألف                     | 16                                         |
| عدد السكان (نسمة)                                         | 196.44 ألف                   | 37.47 ألف                                  |
| الكثافة السكانية (ن./كم²)                                 | 69.17                        | 234.19 ألف                                 |
| العاصمة                                                   | أبيا                         | فادوتس                                     |
| اللغة الرسمية                                             | لغة إنجليزية، اللغة الساموية | اللغة الألمانية                            |
| العملة                                                    | تالا ساموي                   | فرنك سويسري                                |
| الناتج المحلي الإجمالي (بليون دولار)                      | 856.63 مليون                 | 6.29 مليار                                 |
| الناتج المحلي الإجمالي (تعادل القوة الشرائية) بليون دولار | 1.15 مليار                   |                                            |
| الناتج المحلي الإجمالي الاسمي للفرد دولار أمريكي          | 3.94 ألف                     |                                            |
| الناتج المحلي الإجمالي للفرد دولار أمريكي                 | 5.79 ألف                     |                                            |
| مؤشر التنمية البشرية                                      | 0.702                        | 0.908                                      |
| رمز المكالمات الدولي                                      | +685                         | +423                                       |
| رمز الإنترنت                                              | .ws                          | .li                                        |
| المنطقة الزمنية                                           | ت ع م+13:00                  | توقيت وسط أوروبا، ت ع م+01:00، ت ع م+02:00 |

## منظمات دولية مشتركة
يشترك البلدان في عضوية مجموعة من المنظمات الدولية، منها:
| علم المنظمة | اسم المنظمة                   | تاريخ انضمام ساموا | تاريخ انضمام ليختنشتاين |
| ----------- | ----------------------------- | ------------------ | ----------------------- |
|             | الاتحاد البريدي العالمي       | ?                  | ?                       |
|             | الاتحاد الدولي للاتصالات      | 7 أكتوبر 1988      | 25 يوليو 1963           |
|             | منظمة حظر الأسلحة الكيميائية  | ?                  | ?                       |
|             | منظمة التجارة العالمية        | ?                  | ?                       |
|             | منظمة الشرطة الجنائية الدولية | ?                  | ?                       |
|             | الأمم المتحدة                 | 15 ديسمبر 1976     | 18 سبتمبر 1990          |